# Будинок міської друкарні «Кременчуцька благодійна громада»
Будинок міської друкарні «Кременчуцька благодійна громада» — історична будівля в місті Кременчук на вулиці Перемоги. Входить до Переліку пам'яток архітектури та містобудування Кременчука. Було зведено в 1910 році.
Нині в будівлі розташована міська типографія «Кременчуцька міська друкарня».

## Історія

### Благодійне товариство
Споруда будівлі пов'язана з діяльністю однієї з найстаріших благодійних організацій Кременчука — Товариства допомоги бідним, перші згадки про яке в адресних книгах відносяться до кінця XIX століття. Серед членів опікунського комітету товариства, як і серед рядових його членів, знаходилося багато відомих кременчужан.
Очолювала Товариство Марія Петрівна Казіна, її заступником був пастор німецької кірхи Євген Карлович фон Фліднер, а скарбником священик Ісмаїл Мішта. Посаду секретаря займав український композитор Михайло Миколайович Колачевський. У громаді перебували: доктор медицини, головний лікар губернської земської лікарні, гласний міської думи Овксентій Богаєвський; купець Юхим Файдиш й інші. Багато міських голів та голів повітового земства були членами комітету, зокрема Андрій Ізюмов
Будівля двоповерхова, цегляна, нетинькована, у плані прямокутна.  Парадний вхід з вулиці, арочний, з  півколонами  і декоративним фронтоном. В різних частинах будинку вікна мають різну конфігурацію: прямокутні з сандриками та наличниками або арочні. Головний фасад прикрашає орнаментальний фриз, пілястри і невеличкі вежі на даху, наріжні частини на рівні 1 поверху підкреслені босажами. Між першим і другим поверхом горизонтальна тяга. Зсередини будинок розділено на дві частини масивними сходами, що ведуть на другий поверх. 
На першому поверсі справа через коридор - велика кімната, де зараз стоять друкарські верстати сучасної типографії. На початку 20 століття тут розташовувались  ремісничі класи. 
Зліва – пообіч коридору - невеликі кімнати з високими стелями. Тут знаходився дитячий притулок Товариства допомоги бідним. Завідувачкою притулку була Марія Володимирівна Вєткова, її помічницею – Олександра Василівна Дьякова, секретарем – Лідія Миколаївна Чеботарьова, скарбником – Юлія Лаврентіївна Ласс.
На другому поверсі з обох боків коридору в майже квадратних кімнатах з великими вікнами навчались учні 2-го міського парафіяльного училища, яке нараховувало від 40 до 45 дітей. Завідуючий училищем – Олександр Семенович Матвєєв, учительки – Марія Михайлівна Драч та Ксенія Іванівна Квітковська, учитель закону Божого – священик Преображенської церкви Матфей Якубовський. Тут же були і кабінети Піклувального комітету Товариства допомоги бідним.

### Вищий юдейський навчальний заклад
Під час подій з 1917 до 1920 року влада в місті багато разів змінювалася. Доля благодійного товариства після 1917 року невідома. Наприкінці весни 1918 року, коли в місті була встановлена влада гетьмана Скоропадського, колишня будівля товариства була придбана рабином Іхієль Цві Гірш Гурарі — заможним кременчужанином, власником тютюнової фабрики, прихильником юдейського руху Хабад. Будівля була передана єшиві «Томхей Тмімім».
Єшива була заснована у вересні 1897 року в селі Любавичі (нині Смоленська область, Росія), де діяла близько двадцяти років, ставши однією з найпрестижніших єшив Російської імперії. Під час Першої світової війни і подій Громадянської війни в Росії, єшива була перенесена до Кременчука, де з кінця весни-початку літа 1918 року продовжила свою діяльність. Цві Гурарі, який надав єшиві будівлю, був одним з її перших випускників. Учень рабина Еліезера Наноса писав: «У 1914 році вибухнула війна, яку потім назвали Першою світовою. Через три роки, у 1917 році, фронт став наближатися до Любавичів, і єшиву перевели в Україну до Кременчука. Там учні та викладачі розмістилися у будинку одного багатого єврея на прізвище Кричевський, а потім хасид рабин Цві Гурарі виділив для єшиви двоповерхову будівлю з великим підвалом. Учні та викладачі розмістилися у самій будівлі, а у підвалі була влаштована кухня». Засновник єшиви писав наступне: «…нині у Кременчуці знаходяться 42 старших учні … Ночують і харчуються вони у будинку Гурарі, який недавно купив двір (за 75 тисяч) і віддає його „Томхей Тмімім“. У будинку 16 просторих кімнат на двох поверхах, крім того каже, що є там хороші зали, які підходять для навчання, а також місце для ночівлі та харчування і, зрозуміло, кухня».
У 1919 році, у період радянської влади, єшива була визнана вищим єврейським навчальним закладом, учні були визнані студентами й отримували порцію хліба і талони на харчування. Велика єшива влітку 1920 року перебазувалася в Ростов-на-Дону. Мала і середня єшиви діяли в місті до літа 1930 року, у тому числі перебуваючи під забороною.

### Вищий педагогічний навчальний заклад
За радянської влади 1920 року в Кременчуці відкривається перший вищий світський навчальний заклад — трирічні педагогічні курси з українською мовою викладання. Курси розмістилися в спорожнілому будинку єшиви. Крім того, у будівлі розмістилися 6-місячні курси соціального виховання, а це призводило до тісноти і викликало невдоволення адміністрації. Переважна більшість викладачів мали вищу освіту. Викладачем економічних дисциплін служив М. М. Нечаєв, майбутній засновник Кременчуцького краєзнавчого товариства, автор економічних розділів першого довоєнного краєзнавчого нарису «Кременчук». Викладачем музики і співу працював П. М. Сапсай — випускник Московської консерваторії, творець української народної хорової капели імені Миколи Віталійовича Лисенка. Курси розміщувалися в будівлі до літа 1923 року. 30 серпня 1923 газета «Наш шлях» опублікувала статтю про виділення для курсів будівлі колишнього Олександрівського реального училища, у якому до цього розміщувалася дивізійна школа.

### Трудова, фабрично-заводська і середня школи
Звільнильнена будівля була передана відділу народної освіти, який розмістив у ньому дві трудові школи — українську та єврейську. Станом на 1930 рік, у будівлі знаходилися трудові семирічні школи № 4 і № 12. У зв'язку з індустріалізацією країни і переходом до загальної неповної середньої освіти в містах — 1931 року система освіти реформується. Більшість трудових семирічних шкіл перетворюється в семирічні школи фабрично-заводського навчання (ФЗС). Трудова школа № 4 стає ФЗС № 4. Трудова школа № 12 переводиться в район Ревівки і Новоолександрівського хутора. Після уніфікації системи освіти в 1934 році ФЗС № 4 отримує назву середньої школи № 4.

### Міська друкарня
У 1943 р., під час Другої світової війни, вулиця Рози Люксембург (до революції  Київська, нині Перемоги) була серед тих, що постраждали найбільше. Частково було зруйноване і приміщення школи. Але фасад будинку лишився практично неушкодженим.
В 1951 році за рішенням міськвиконкому почалась його відбудова та будівництво допоміжних споруд для міської друкарні. 
В 1952 році всі роботи практично були завершені  із максимальним збереженням первісного вигляду.
У відновленій будівлі випускались газети «Робітник Кременчуччини» та «Перемога», згодом багатотиражні газети  заводів шляхових машин, вагонобудівного та автомобільного, друкувалися цигаркові етикетки, яскраві картонні коробки для цукерок, що випускалися кондитерською фабрикою, різноманітні бланки та блокноти. Працювали складальний, стереотипний, друкарський, палітурний цехи, фотоцинкографія, вальцеварка, механічна майстерня. Гуркіт друкарських верстатів заглушували товсті стіни.
Зараз ТОВ «Кременчуцька міська друкарня» - потужне підприємство із широким спектром видавничих послуг – від маленьких бланків квитанцій і візитних карток до художніх ілюстрованих книг. Саме у цій друкарні побачили світ книги колишніх та нинішніх працівників музею: «Герої Кременчуччини», «Улицами старого Кременчуга», «Листи війни», «Хотілося б усіх поіменно назвати…», «Кременчук спортивний». Починаючи з 2001 р. тут вийшли друком книги серії «Літопис Великої Вітчизняної», започаткованої Ю.П.Шатковим.
У різні роки біля керма друкарні знаходились її директори – Бережний, С.В.Грабовський, Є.В.Вєтухова, А.Н.Ляхович, В.В.Татаринов, Л.О. Паренков. 

З огляду на художню цінність будівлі та типову для Кременчука архітектуру, виконавчий комітет Кременчуцької міської ради народних депутатів рішенням № 273 від 07.04.1988 року вніс будівлю до державного реєстру об'єктів культурної спадщини, — натепер це Державний реєстр нерухомих пам'яток України (ДРНПУ), — з наданням статуса пам'ятка архітектури місцевого значення України.

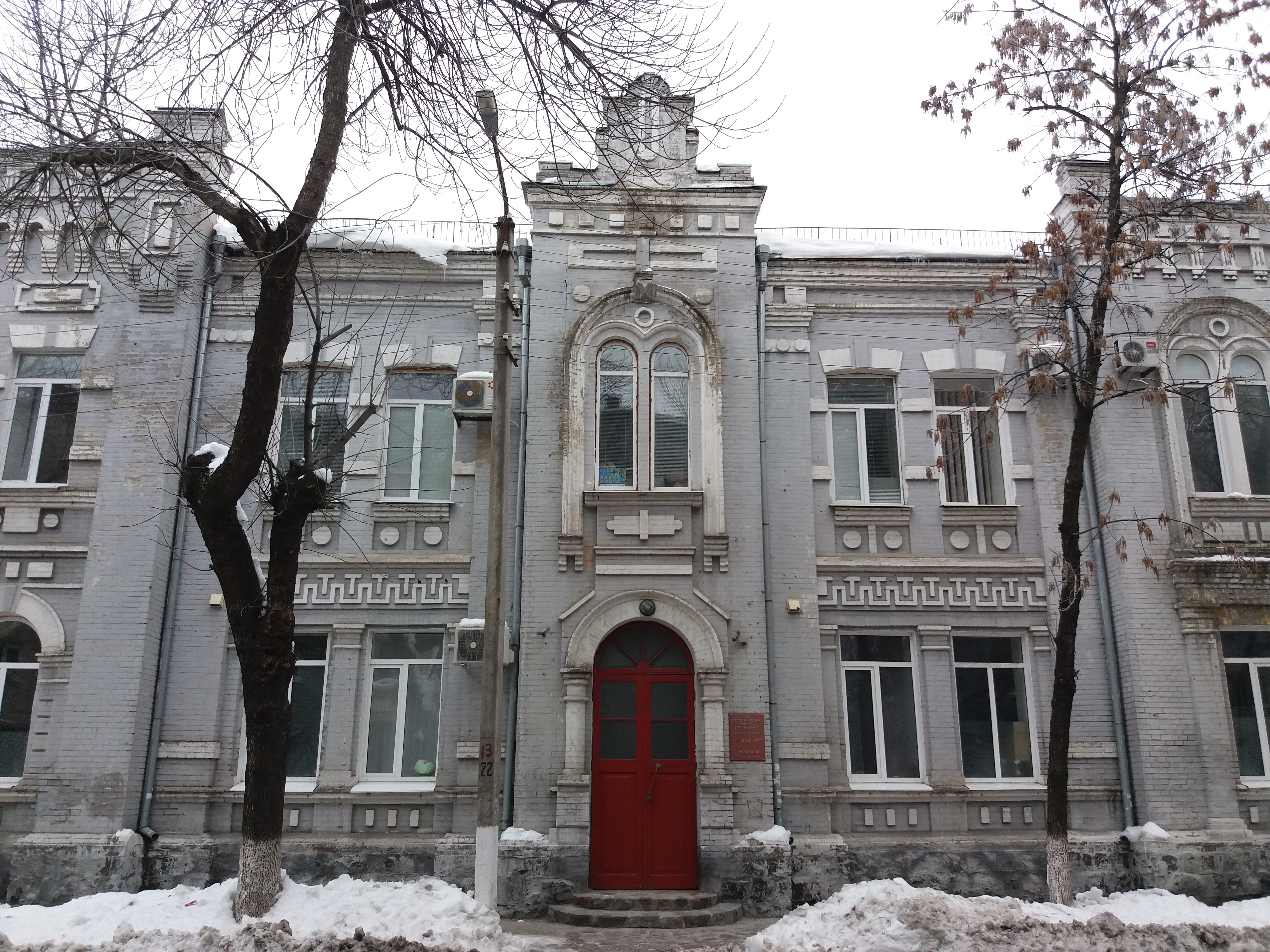
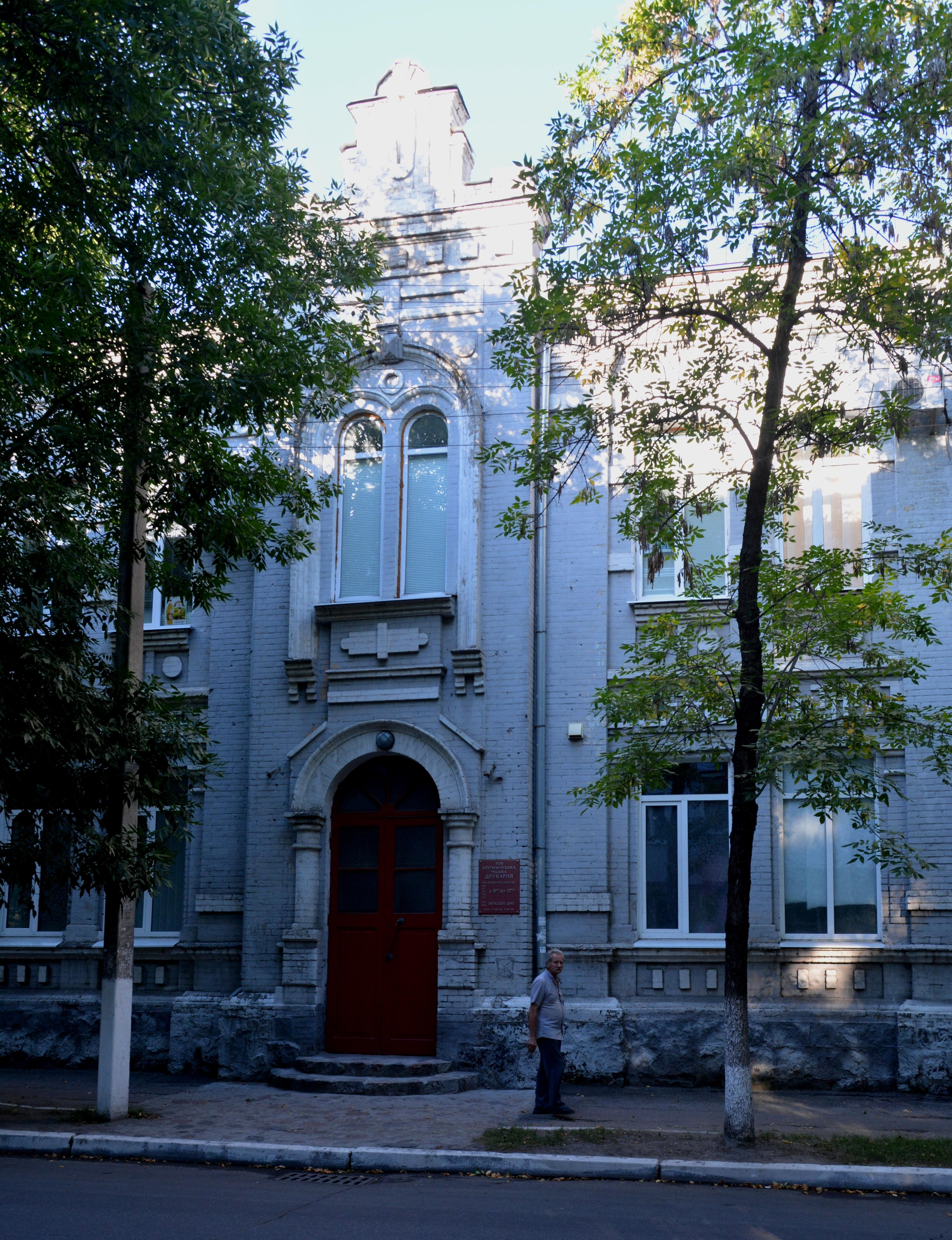
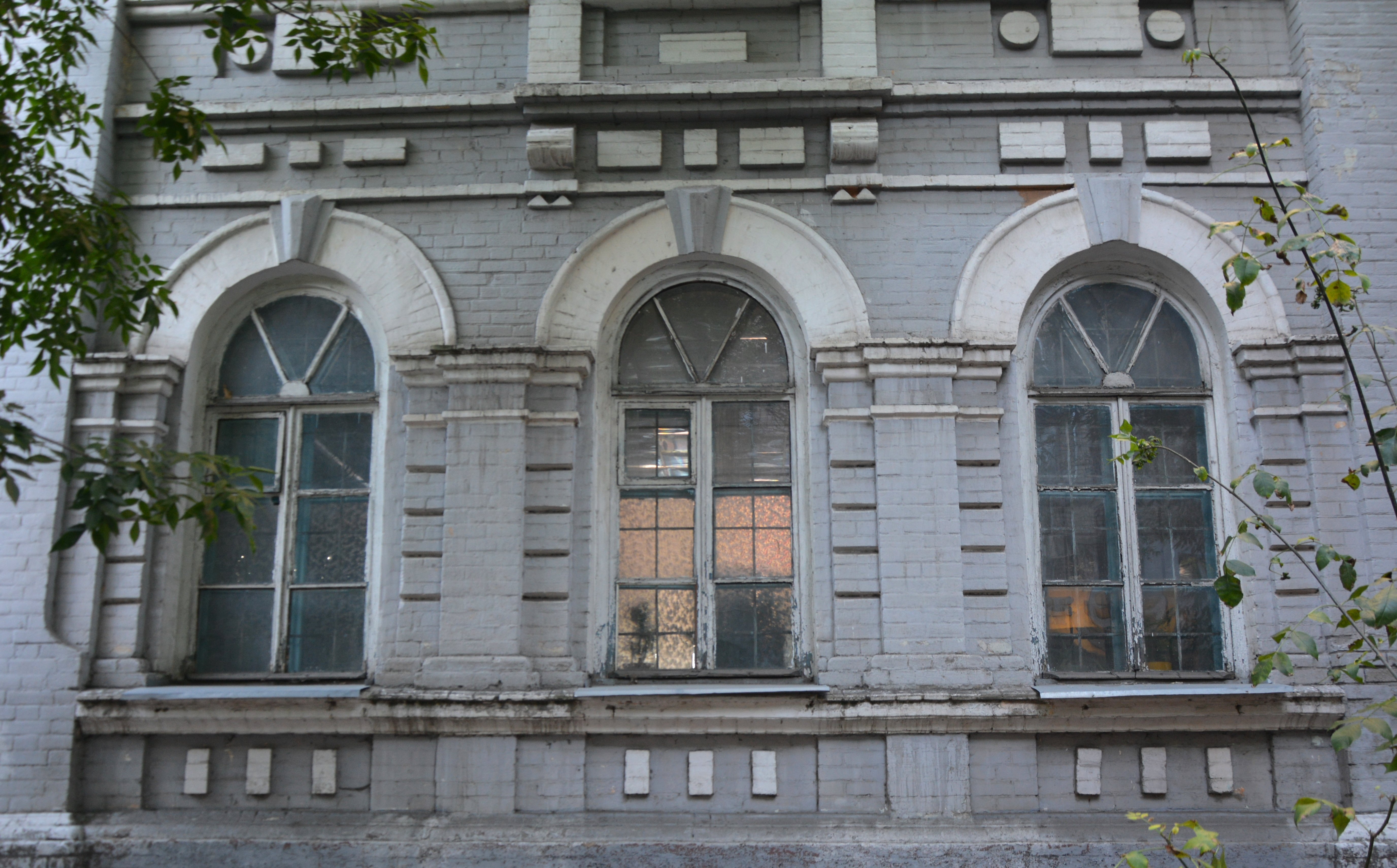